# Gorna Vasilitsa
Gorna Vasilitsa (bulgariska: Горна Василица) är ett distrikt i Bulgarien.   Det ligger i kommunen obsjtina Kostenets och regionen Sofijska oblast, i den västra delen av landet, 60 km sydost om huvudstaden Sofia.
I omgivningarna runt Gorna Vasilitsa växer i huvudsak blandskog. Runt Gorna Vasilitsa är det ganska glesbefolkat, med 28 invånare per kvadratkilometer.